# Тит Печерский
Тит Печерский (XII в. - ум. около 1190 г.) — пресвитер, монах Киево-Печерского монастыря, преподобный Русской православной церкви, живший в XII веке. 
«Тератургим», написанный печерским соборным иеромонахом Афанасием Кальнофойским, называет Тита братом во Христе преподобного Анастасия Печерского.
В Патерике Киево-Печерском, в «Сказании о двою брату, о Тите попе и Евагрии диаконе, имевших между собой вражду», входящем в состав послания епископа Симона Владимирского и Суздальского к Поликарпу, черноризцу Печерскому, об этом угоднике рассказывается следующее: Тит был очень дружен с диаконом Евагрием, но вскоре дружба эта перешла во вражду. Через некоторое время Тит тяжело заболел и, лëжа уже на смертном одре, послал за Евагрием, ища с ним мира,но Евагрий отказался идти на мир и ещё более злословил на Тита. Тогда печерская братия насильно привела диакона к умирающему. Напрасно Тит со слезами просил прощения у Евагрия: «Прости меня, брат, ради Господа за то, что я оскорбил тебя гневом своим», но последний остался непреклонен и объявил перед всеми, что он ни теперь, ни в будущем не простит пресвитера. Но едва диакон вымолвил эти слова, как упал мёртвым, а Tит в то же время выздоровел. Когда братия спросила у Тита что произошло, он сказал: «Во время болезни я, ещё одержимый гневом, видел, как ангелы отступили от меня. Они горько рыдали о гибели моей души, а бесы радовались, что я имею гнев на своего брата. Посему-то я и начал просить вас, чтобы вы пошли и испросили мне у диакона Евагрия прощение. Когда вы привели его ко мне, и я поклонился ему, а он отвернулся от меня, то я увидел, что некий немилостивый ангел пламенным копьём ударил Евагрия и тот упал бездыханный. Тот же ангел затем подал мне руку, поднял меня, и я встал совершенно здоров». Сказание свое Симон начинает следующими словами: «и се ти еще ино чудскажу, иже сан видех, еще убо сотворися этом же Печерском монастыре».
Преподобный скончался около 1190 года; мощи Тита Печерского почивают в Антониевой пещере; память его чтится 27 февраля, в Соборе преподобных отцов Киево-Печерских Ближних пещер и в Соборе всех преподобных отцов Киево-Печерских.